# Didi Abuli
Didi Abuli (Gruzínština: დიდი აბული) je s výškou 3301 metrů nad mořem nejvyšší hora pohoří Abul-Samsari, které tvoří část Malého Kavkazu na území Gruzie. Nachází se v regionu Samcche-Džavachetii a okrese Achalkalaki cca 30 kilometrů od hranic s Tureckem a 120 kilometrů západně od Tbilisi.